# Dorfkirche Altgolßen

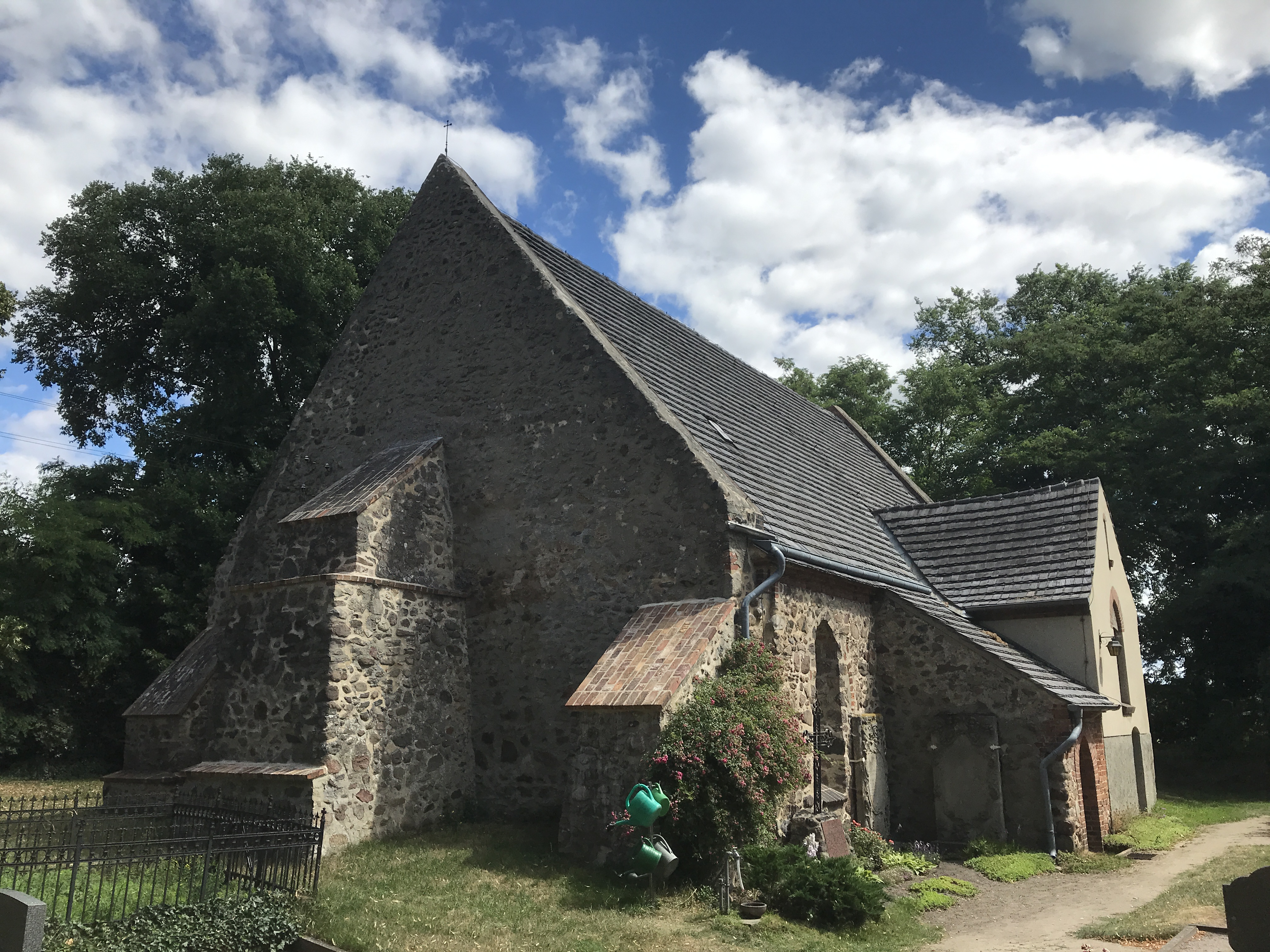
Dorfkirche Altgolßen

Die evangelische Dorfkirche Altgolßen ist eine Feldsteinkirche aus dem Anfang des 14. Jahrhunderts in Altgolßen, einem Gemeindeteil der Stadt Golßen im
Landkreis Dahme-Spreewald im Land Brandenburg. Die Kirchengemeinde gehört zum
Kirchenkreis Niederlausitz der Evangelischen Kirche Berlin-Brandenburg-schlesische Oberlausitz. Das Bauwerk steht auf einem ehemaligen slawischen Burgwall; auf dem umgebenden Kirchfriedhof befinden sich mehrere bedeutende Grabmäler aus dem 18. und 19. Jahrhundert.

## Lage
Die Dorfstraße führt von Westen kommend in nordöstlicher Richtung durch den Ort. Im südöstlichen Bereich der Gemarkung zweigt eine Stichstraße (ebenfalls als Dorfstraße) in östlicher Richtung ab. Die Kirche liegt am Ende dieser Straße auf einem Grundstück, das mit einer Mauer aus unbehauenen und nicht lagig geschichteten Feldsteinen eingefriedet ist.

## Geschichte
Der Sakralbau wurde Anfang des 14. Jahrhunderts auf den Überresten eines slawischen Burgwalls außermittig auf einer vertieften Plateauscheibe errichtet. Mathias Koch bezeichnet in seiner Ausarbeitung Restaurierung von fünfzehn Sandsteingrabmalen auf dem Kirchhof Altgolßen die Wahl des Standortes als „mutig“ oder „sogar als fahrlässig“: Nachdem die organischen Wallbestandteile verfaulten, gab der Untergrund nach. Im Laufe der Jahrhunderte war es daher notwendig, an der Westseite der Kirche drei mächtige Strebepfeiler zu installieren, um den Bau zu stabilisieren. Im 18. Jahrhundert errichteten Handwerker einige Meter weiter westlich einen freistehenden Glockenturm. Dieser wurde in den 1980er Jahren restauriert.
Ende des 19. Jahrhunderts erhielt die Kirche eine Patronatsloge. In den Jahren 1899 bis 1902 vergrößerte die Kirchengemeinde die Fenster in neobarocken Formen und ließ zu dieser Zeit eine Vorhalle anbauen. 

## Baubeschreibung
Bei der Errichtung des ursprünglichen Baukörpers kam im Wesentlichen unbehauener Feldstein zum Einsatz. Dieser wurde nur in wenigen Bereichen lagig geschichtet. Der Chor ist nicht eingezogen und an seiner Ostwand gerade ausgeführt. Dort sind drei Fenster: Das Mittlere ist hochgesetzt und rundbogenförmig und könnte in seiner Ausführung aus der Bauzeit stammen. Die beiden seitlich angeordneten Fenster sind deutlich vergrößert und mit verputzten Gewänden versehen. An den Rändern sind Ausbesserungsarbeiten mit Gesteinssplittern und rötlichem Mauerstein erkennbar. Im nördlichen Bereich der Chorostwand ist eine zugesetzte, große Rundbogenpforte erkennbar. Die Gewände wurden dabei mit rötlichem Mauerstein erstellt und die Öffnung mit Gesteinssplittern und Feldsteinen verschlossen. Der Ostgiebel ist massiv und hat keine Öffnung.
Daran schließt sich das Kirchenschiff mit einem rechteckigen Grundriss an. An der Nordseite sind vier große Rundbogenfenster, deren Gewände aus unbehauenen Feldsteinen errichtet wurden. An der Südseite ist nach Osten hin zunächst eine schmale Rundbogenpforte. Es folgt eine anderthalbgeschossige Patronatsloge, die aus verputztem Mauerstein errichtet wurde. Ihre Ostwand ist geschlossen; der Zugang erfolgt über ein gedrückt-segmentbogenförmiges, rechtsausmittiges Portal von Süden her. Darüber ist mittig ein gedrückt-segmentbogenförmiges Fenster, das in eine spitzbogenförmige Blende eingelassen ist. Deren Form wird durch einen gemauerten Spitzbogen nochmals betont. Darüber ist im Giebel eine schmale und hochrechteckige Öffnung. An den Anbau schließt sich nach Westen hin eine gemauerte Vorhalle an. Die kann durch eine spitzbogenförmige Öffnung betreten werden. Der westliche Bereich wurde dabei aus Feldsteinen und Gesteinssplittern errichtet. Den Abschluss an der Langhauswand macht ein kleines Spitzbogenfenster, das aus der Bauzeit stammen könnte.
Die Westseite des Kirchenschiffs wird von mehreren Strebepfeilern dominiert. An der nördlichen und südlichen Seite ist je ein massiver Pfeiler, der durch einen breiteren, zweifach getreppten Pfeiler ergänzt wird, der bis in den geschlossenen Giebel reicht. Der Förderkreis Alte Kirchen Berlin-Brandenburg vermutet, dass die Kirche bereits zur Bauzeit ein statisches Problem aufwies: Durch ihre Lage auf dem aufgeschütteten Burgwall ist es denkbar, dass sich der Untergrund nach und nach absenkte. Die Stützpfeiler wurden aber nicht im Mauerwerk verankert; in den Zwischenräumen bildete sich im Laufe der Jahrzehnte eine Fuge, in die Wasser eindrang.
Einige Meter weiter westlich vom Bauwerk entfernt steht der rechteckige Kirchturm auf dem westlichen Wallkronenabschnitt. Er ist verbrettert und kann von einer Pforte von Osten aus betreten werden. Im ansonsten fensterlosen Baukörper befinden sich im Glockengeschoss an der West- und Ostseite zwei große, an der Nord- und Südseite zwei kleinere Klangarkaden. Der Turm schließt mit einem Pyramidendach ab.

## Ausstattung

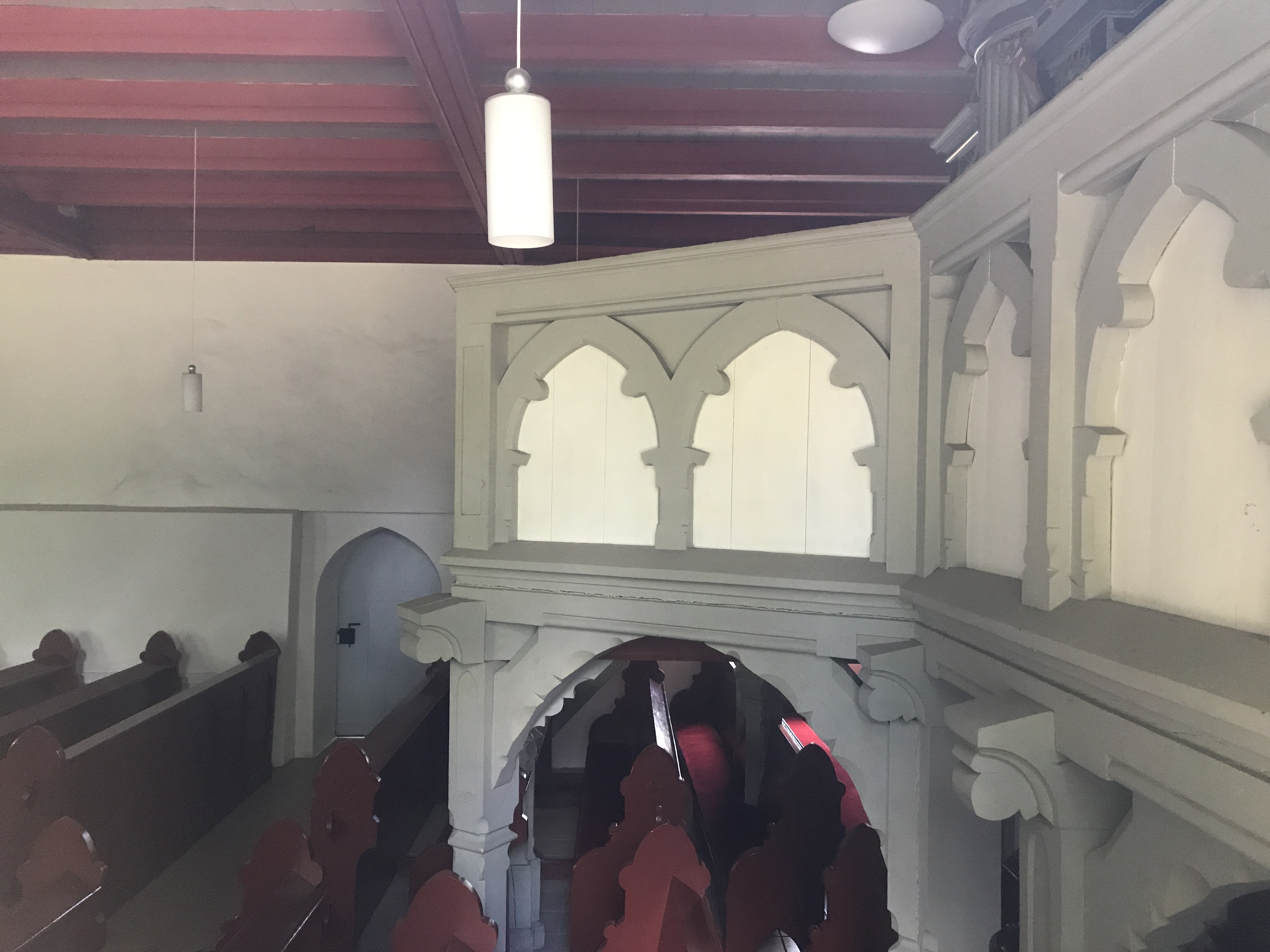
Blick ins Kirchenschiff

Die Kirchenausstattung ist vom Umbau in den Jahren 1899 bis 1901 geprägt und wurde um 1965 restauriert. Der Kanzelaltar wird im Dehio-Handbuch als „schlicht“ beschrieben und entstand im ersten Viertel des 19. Jahrhunderts. Er trägt einen gerundeten Kanzelkorb auf vier toskanischen Säulen. An der Nordwand brachte die Kirchengemeinde ein unterlebensgroßes Kruzifix an, das ein unbekannter Künstler im 17. Jahrhundert schuf. Auf einer Empore im Westen des Bauwerks steht eine neogotische Orgel.
Im östlichen Innenraum der Vorhalle steht ein barockes Epitaph, das an die 1725 verstorbene Margaretha Ehrentruth von Langen erinnert. An der westlichen Außenseite der Vorhalle erinnert ein weiteres Epitaph an die 1725 verstorbene Eleonora Sophie von Stutterheim. Westlich davon steht an der südlichen Langhauswand der Grabstein der 1743 verstorbenen Hyppolite Sophie von Lietzau.
An der Einfahrt zur Kirche steht ein Denkmal für die Gefallenen aus dem Ersten Weltkrieg.

## Friedhof

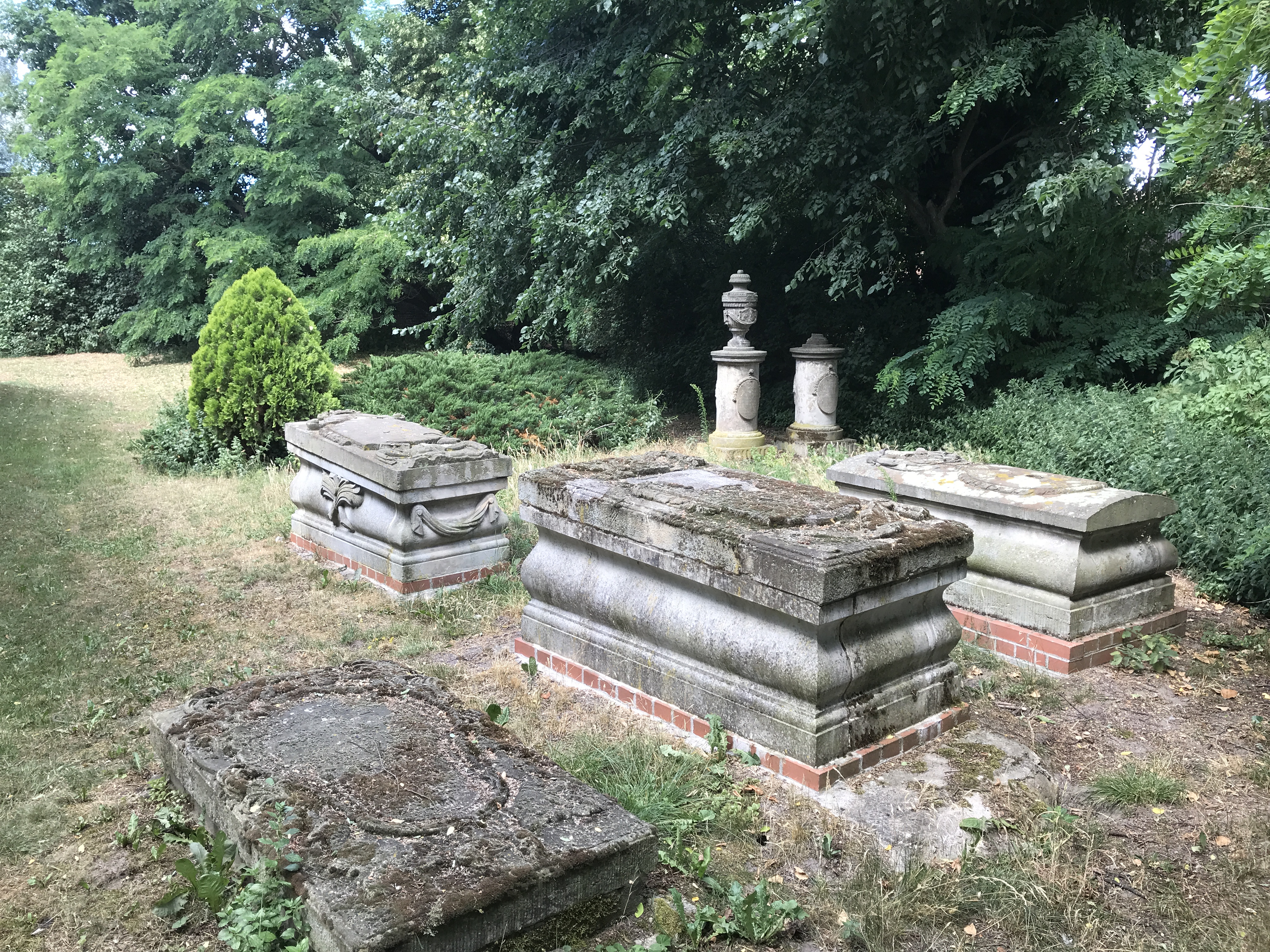
Friedhof

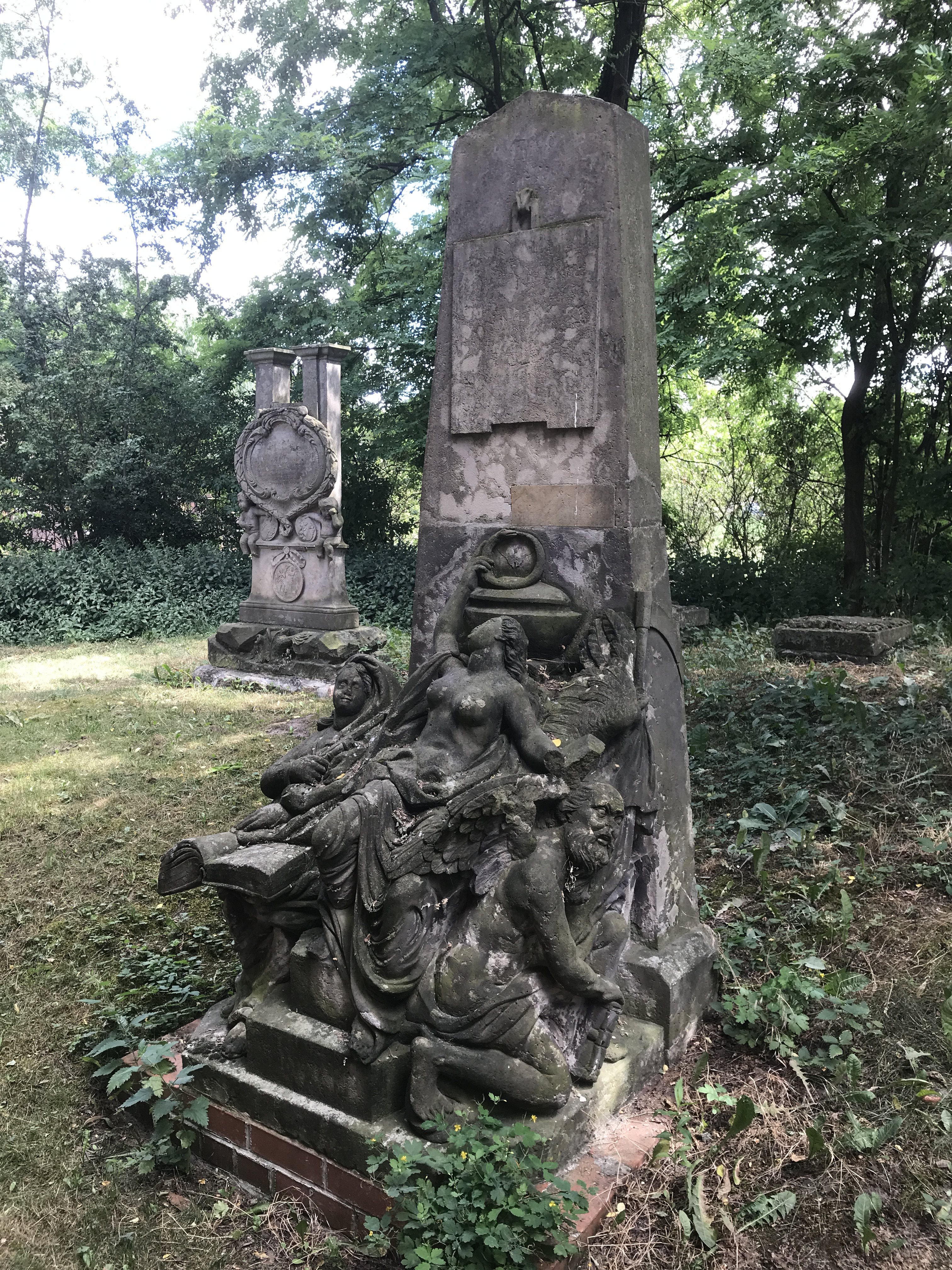
Grabmal von Johanna Carolina Christina Schneider

Der slawische Ringwall diente seit der Errichtung der Kirche als Friedhof. Im nordöstlichen Teil sowie auf der Südseite der Kirche stehen insgesamt 15 historische Grabdenkmäler aus Sandstein. Dort liegen Angehörige der Patronatsfamilien des Rittergutes Altgolßen aus den Jahren 1725 bis 1803 begraben. Der Förderkreis Alte Kirchen Berlin-Brandenburg bezeichnet diese Anordnung als „ein für das südliche Brandenburg(s) nahezu einmaliges Ensemble“. Der Förderkreis lobt es als ein „beeindruckendes Zeugnis der Grabmalkunst zwischen Barock, Rokoko und Klassizismus“. Von den acht älteren Grabplatten sind drei an den Kirchenwänden aufgestellt; fünf auf der Wallkrone abgelegt. Auffällig sind jedoch insbesondere die sieben jüngeren, vollplastisch gestalteten Grabsteine. Dabei handelt es sich um zwei plastisch-figürliche Stelen, drei Schausarkophage sowie zwei Stelen mit einem Urnenaufsatz. Sie wurden 1985 und damit sechs Jahre später als die Kirche unter Denkmalschutz gestellt. In den folgenden zwei Jahrzehnten verfielen die Grabmäler jedoch zusehends. Einige Platten waren zerschlagen, Stelen umgestürzt oder gar von der Vegetation überwachsen. 2002 weckte der Friedhof jedoch das Interesse von zwei Landschaftsarchitektinnen der TU Berlin. Sie entwickelten im Rahmen einer Abschlussarbeit in den Jahren 2002 und 2003 in Zusammenarbeit mit dem Brandenburgischen Landesamt für Denkmalpflege und Archäologisches Landesmuseum (BLDAM) ein Sanierungskonzept. Es überzeugte den Gemeindekirchenrat Altgolßen, neben der dringend erforderlichen Sanierung des Turms die Sandsteingrabmale zu bergen. Allerdings wurde just zu dieser Zeit ein Förderprogramm eingestellt, so dass zunächst die erforderlichen Mittel fehlten. Einige Mitglieder des Gemeindekirchenrates konnten dennoch erreichen, dass der Landkreis Dahme-Spreewald die Fördermittel für eine Sanierung, wenn auch im geringeren Umfang, bereitstellte. Damit entschied sich der Gemeindekirchenrat dafür, die Eigenmittel nicht in die ebenfalls dringend notwendige Reparatur des Kirchturms, sondern in die Sanierung der Grabmäler zu investieren. Unter der Leitung eines Restaurators begannen 2005 erste Arbeiten auf dem Gelände. Experten stellten dabei fest, dass bis auf einen Urnenaufsatz alle Einzelteile noch vorhanden waren. Die Oberflächen wurden gereinigt; Salzablagerungen verringert. Auf eine umfassende Wiederherstellung verlorengegangener Details verzichteten die Experten. 2006 erfolgte die Wiederaufstellung der Grabmale.
Sandsteinplatte Margaretha Ehrentruth von Langenn

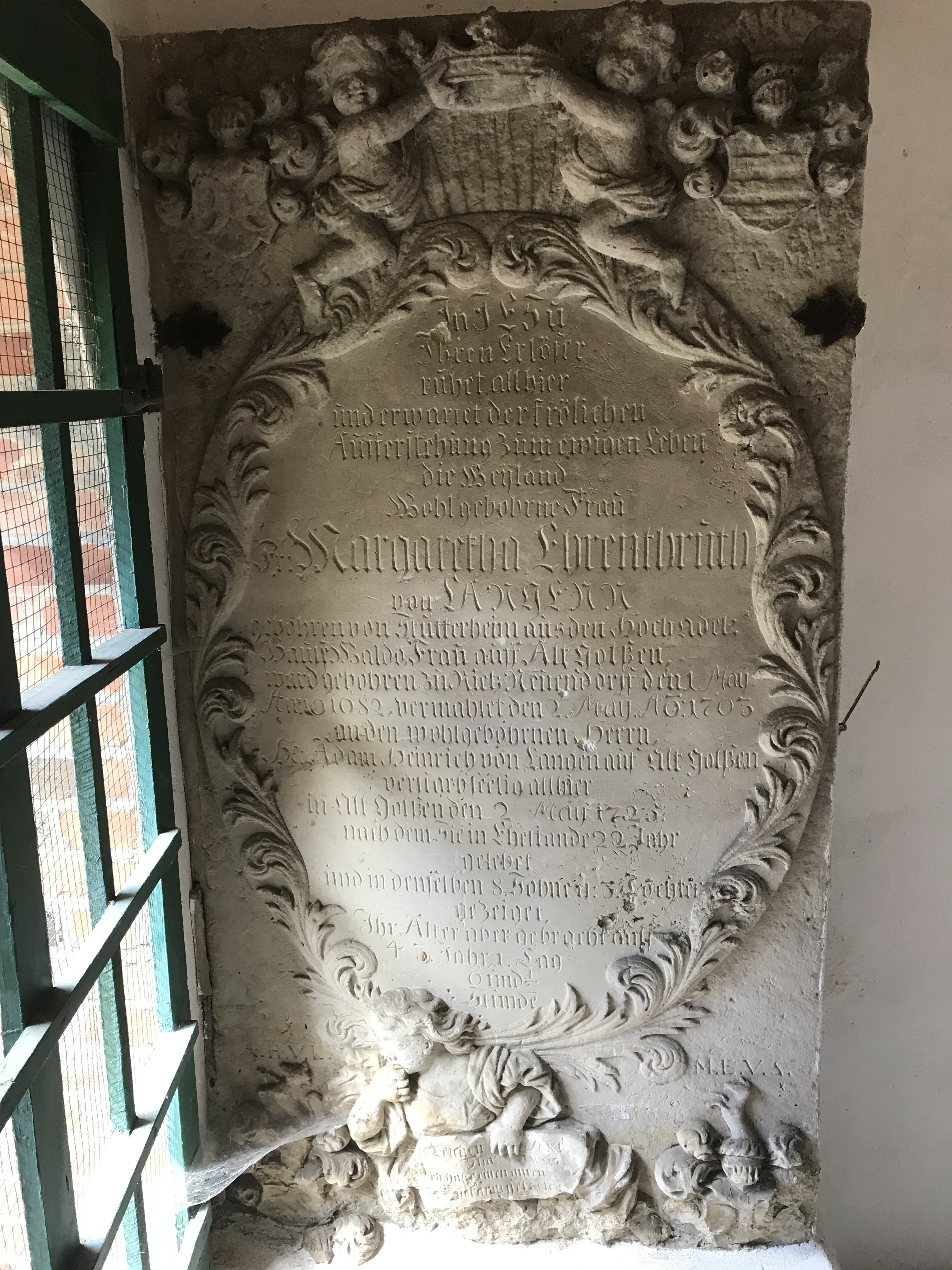
Epitaph für von Langenn

Das Epitaph der 1725 verstorbenen Dame steht an der westlichen Innenwand der Kirchenvorhalle. Dort steht ein Hochrelief mit einem zentral angeordneten Schriftfeld, das mit Akanthus verziert ist. Oberhalb ist eine Lebenskrone, die von zwei Putten mit einem Familienwappen getragen wird. Unterhalb des Schriftfeldes hält ein Junge mit einem Wappen den Leichentext. Es gibt Vermutungen, dass es sich bei dem Epitaph um eine Nachbildung des Golßener Steinmetzes Peter Landes handelt. Koch geht jedoch auf Grund der feinen Details von einem Original aus.
Sandsteinplatte Eleonora Sophia von Stutterheim
Der Grabstein der 1730 verstorbenen von Stutterheim (geborene Lietzau) befindet sich an der westlichen Außenwand der Vorhalle. Er ähnelt dem Epitaph derer von Langenn, jedoch ist es dieses Mal ein geflügelter Engel, der einen Zettel mit dem Leichentext hält. Die Ellipse ist wellenförmig und ebenfalls mit Akanthus verziert. Der untere Bereich konnte nicht mehr entziffert werden. Es ist denkbar, dass er mit allegorischen Darstellungen verziert war.
Sandsteinplatte Hippolyta Sophie von Lietzau
Dieser Grabstein befindet sich an der südlichen Außenwand des Langhauses. Die geborene von Stutterheim verstarb im Jahr 1743; die Platte ist ähnlich den beiden vorangegangenen. Das Schriftfeld ist in einem deutlich kleineren Oval eingefasst, der Leichentext dafür ausführlicher und in einer zweiten Kartusche aufgeführt. Im oberen Bereich ist das große Allianzwappen zu sehen, daneben zwei geflügelte Putten mit Lebenskrone. Der Akanthus ist deutlich dezenter dargestellt, die Details nicht mehr streng symmetrisch angeordnet. Dafür erscheinen erstmals kleine Muschelmotive auf dem Grabstein.
Sandsteinplatte Otto Friedrich von Lietzau
Die Inschrift auf dem Grabstein war zwar verwittert, konnte aber durch eine Recherche in einem Nachschlagewerk der Houwalds herausgefunden werden. Otto Friedrich starb im Jahr 1743 nur wenige Monate nach seiner Mutter Hippolyte Sophie. Koch beschreibt eher „subtile“ Unterschiede wie das „etwas robuster wirkende Blattwerk“, weist aber auch auf das Ohrmuschelwerk aus dem 18. Jahrhundert hin.
Sandsteinplatte unbekannt 1 von Lietzau
Diese Platte befindet sich auf der östlichen Wallkrone und ist dort als zweite von Süden her abgelegt. Die Inschrift ist derart verwittert, dass bislang nur bekannt ist, dass es sich um einen derer von Lietzau handelt. Da weder das Sterbejahr, noch der Vorname entziffert werden konnte, gab es bislang keine Hinweise, um welche Person es sich handelt. Auch dieses Epitaph besitzt ein Textfeld mit zwei Putten und Lebenskrone. Ein Allianzwappen fehlt, dafür wurden zwei Wappenschilde in den beiden unteren Ecken platziert. Trotz weniger Rocailleformen weist Koch das Werk auf Grund seines Gesamteindrucks eindeutig dem Rokoko zu. Er weist auch darauf hin, dass die Platte auf Grund ihrer Ausfertigung ursprünglich in der Kirche aufgestellt gewesen sein muss. Liegend sammelt sich Regenwasser in ihr, das zu einer potenziellen Beschädigung der Platte führen kann.
Sandsteinplatte Beate Tugendreich von Lietzau
Bei diesem Grab handelt es sich um ein Kindergrab der jüngsten Tochter der Hippolyta Sophie. Beate Tugendreich starb 1709 im Alter von nur zwei Jahren. Auffällig ist an dem zierlichen Grab, dass die Inschriftenkartusche fast die gesamte Oberfläche der Platte einnimmt. An Stelle von Ranken wurden dabei einzelne Blätter verwendet, um den Grabstein zu verzieren. Sie umlaufen die Platte und verbinden sich unterhalb der Lebenskrone mit dem Familienwappen.
Sandsteinplatte unbekannt 2 (von Lietzau)

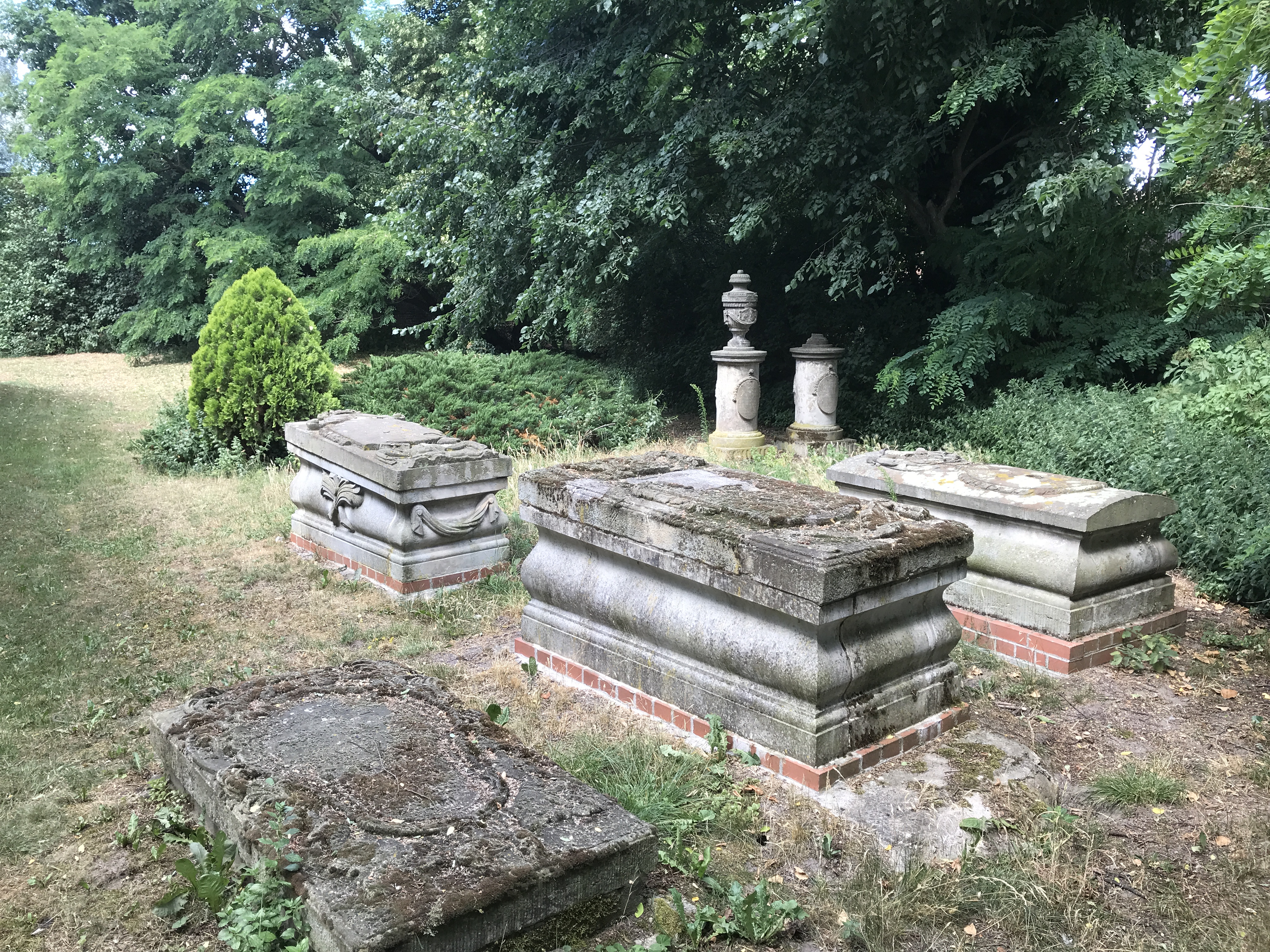
Sandsteinplatten und Stelen

Als vierte Platte von Süden her gesehen liegt auch diese auf der östlichen Wallkrone. Die Inschrift ist derart stark verwittert, dass sie bislang nicht entziffert werden konnte. Über das Familienwappen besteht die Vermutung, dass es sich um ein Mitglied derer von Lietzau handelt. Die Textkartusche wird von sechs Rocaillen begrenzt. Darunter ist ein ausmodellierter Engel, der auf einem Totenschädel sitzend und von zwei Wappen begleitet den Leichentext zeigt. Im oberen Bereich sind die beiden bekannten Putten mit der Lebenskrone. Auch diese Ausführung dürfte auf Grund der Plastizität für eine Aufstellung in einer Kirche gedacht gewesen sein. Koch empfiehlt eine Einhausung, damit die Vertiefungen durch eindringendes und gefrierendes Regenwasser keinen weiteren Schaden nehmen.
Sandsteinstele Johanne Lowise von Schmidt
Auf der östlichen Wallkrone steht das letzte Grabmal der Familiengruppe derer von Lietzau, das bereits erste Merkmale des Klassizismus aufweist. An die 1788 Verstorbene wird mit einer Stele erinnert, die aus grobem Mauerwerk herauszuwachsen scheint. Daraus entspringt ein Postament, das sich verjüngt und mit einem Gesims abschließt. Auf dieses wurde ein Mittelteil mit zwei verkröpften Pfeilern aufgesetzt. Die Inschriftentafel nimmt den größten Teil ein, daneben seitlich zwei trauernde Engel. Darunter ist ein Medaillon, das einen bekrönten Sensenmann neben einer Palme zeigt. In dieser Palme ist die Büste einer weiblichen Figur zu erkennen, mutmaßlich die Verstorbene, die just in diesem Moment vom Skelett in den Tod geschickt wird.
Sandsteinstele Johanna Carolina Christina Schneider

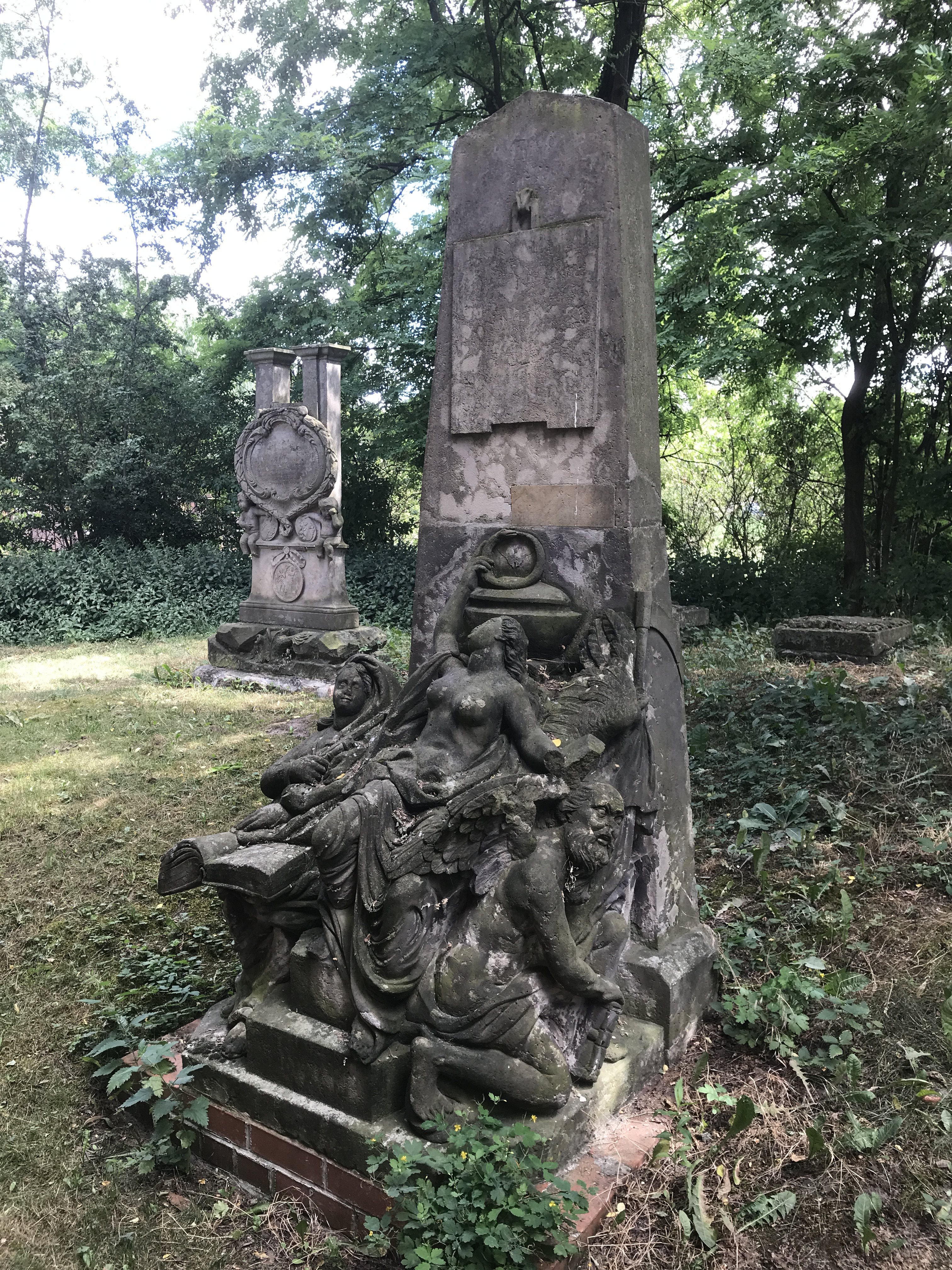
Stele für Johanna Carolina Christina Schneider

Der Obelisk auf rechteckigem Grundriss steht neben dem östlichen Kirchengiebel und der östlichen Wallkrone. Er erinnert an die 1799 verstorbene Johanna Carolina Christina Schneider. Das Grabmal sticht durch seine Plinthe hervor, auf der drei allegorische Figuren auf einer Treppe platziert wurden. Bei der mittleren Figur, einer Frauengestalt, handelt es sich vermutlich um Spes, die Hoffnung. Sie streckt den Arm aus und hält eine Schlange oberhalb der Urne. Diese hat sich in das eigene Ende verbissen und ist somit ein Symbol für die Unendlichkeit. In dem so geformten Ring ist ein Schmetterling als Zeichen für die Seele der Verstorbenen, für ihre Auferstehung, eingearbeitet. Die zweite weibliche Figur sitzt neben der Treppe, auf den Knien ein Buch. In der linken Hand hält sie ein Kreuz mit einer erloschenen Fackel. Auf Grund der Attribute könnte dies die Geschichte sein, aber auch Fama, die römische Göttin des Ruhmes und des Gerüchts. Sofern das Buch die Bibel darstellt, wäre auch der Glauben denkbar. Als dritte Figur ist Chronos mit dem Stundenglas und einer Sense abgebildet. Im Kontrast zum Sensenmann der Johanne Lowise wird der Tod nunmehr figürlich als alter Mann dargestellt. Auf der obersten Stufe ist eine Urne. Unterhalb der Obeliskspitze ist eine Inschriftentafel; auf der Rückseite der Leichentext.
Sandsteinplatte unbekannt 3 (von Haberkorn)
Auf der nordöstlichen Wallkrone neben den Sarkophaggräbern befindet sich eine weitere Sandsteinplatte, dessen Inschrift nicht vollständig entziffert werden konnte. Da sie das Wappen derer von Haberkorn trägt und in der Nähe die übrigen Familienmitglieder aufgestellt wurden, könnte der Tote ebenfalls zu dieser Familie gehört haben. Die Gestaltung ähnelt der ersten unbekannten Sandsteinplatte, weist jedoch Merkmale des Rokokos auf.
Sandsteinsarkophag Ferdinand Moritz von Haberkorn
Auf der nordöstlichen Wallkrone erinnert ein Sarkophag an den 1785 verstorbenen Ferdinand Moritz von Haberkorn. Eine zentrale Inschriftentafel wird durch ein darüber angeordnetes Familienwappen ergänzt. Die Tafel tritt aus der Platte deutlich hervor, ist ansonsten schmucklos. Ein Teil der Texttafel ging im Laufe der Jahrzehnte verloren; bei der Rekonstruktion wurde darauf verzichtet, diese wiederherzustellen. Die Steinwangen konnten anhand eines Inventarbandes aus dem Jahr 1917 wieder rekonstruiert werden.
Sandsteinsarkophag Christiane Gustaphe Elisabeth von Haberkorn
Auf der nördlichen Wallkrone steht ein weiterer Sarkophag, der an die 1788 verstorbene Christiane Gustaphe Elisabeth von Haberkorn (geborene von Pfuhl) erinnert, die Schwiegertochter von Ferdinand Moritz von Haberkorn. Im Aufbau ähnlich unterscheidet sich beispielsweise die Inschriftentafel durch eingezogene Ecken. Neben dem Stundenglas brachte der Künstler einen trauernden Engel mit gesenkter Fackel sowie einen Totenschädel an.
Sandsteinsarkophag Erdmuth Elisabeth Christiane Juliane von Haberkorn
Die Dame starb 1794, damit ist es von allen vergleichbaren Gräbern das mit dem spätesten Sterbedatum; ihr Sarkophag wurde auf der nordöstlichen Wallkrone platziert. Das Textfeld ist in einer Ellipse angebracht und wird durch Lorbeer eingefasst. Oberhalb ist ein Allianzwappen angebracht. Koch bezeichnet diese Ausführung als einen „endgültigen Durchbruch zum Klassizismus“, während die früheren Sarkophage noch einen eher „unbeholfenen Eindruck“ hinterließen.
Doppelgrab mit Urnenaufsätzen
Auf der nördlichen Wallkrone befindet sich ein Doppelgrab, das an die beiden 1803 verstorbenen Hans Ferdinand Moritz von Haberkorn und Johanna Christina von Haberkorn erinnert. Es handelt sich dabei um zwei Stelen mit einem Urnenaufsatz. Unter den Basen brachte der Bildhauer Plinthen an, darauf Säulenschäfte mit Inschriften an der Vorderseite und Leichentexte an der Rückseite. Von den ursprünglich zwei vorhandenen Vasen ist im 21. Jahrhundert nur noch eine erhalten geblieben. Sie muss nach der Erstellung des Inventarbandes am Anfang des 20. Jahrhunderts verloren gegangen sein. Im vorhandenen Gefäß ist das Allianzwappen zu sehen, darauf eine Krone mit Akanthus. Stilistisch kann ein Vergleich zum Erbbegräbnis der Familie von Lestwitz-Itzenplitz in Bliesdorf, einer Gemeinde im Landkreis Märkisch-Oderland gezogen werden. Dabei wurde das Grabmal von Helene Charlotte von Friedland im selben Jahr vom Bildhauer Heinrich Keller geschaffen, wie das in Altgolßen. Beide Werke weisen ähnliche Postamentfüße mit gleichartig gestalteten Basen und Plinthen auf. Es ist daher denkbar, dass sich ein Künstler in Altgolßen am Werk Kellers orientiert hat.